# Dänholm (Kröslin)
Der Dänholm bei Kröslin ist eine Insel im nördlichen Peenestrom. Sie gehört zur Gemeinde Kröslin und befindet sich etwa 1,5 Kilometer östlich des Ortsteils Freest. Die Fläche der Insel umfasst etwa 8,2 Hektar.

## Geschichte
Der westlich des Dänholms gelegene Seitenarm des Peenestroms bildete einen natürlichen Hafen, der sowohl zur Zeit der Pommernherzöge als auch in und nach der Schwedenzeit vor allem als Not- und Winterhafen für die Zoll- und Lotsenstation Grünschwade genutzt wurde. Der pommersche Historiker Gustav Kratz bestritt daher, dass das Seegefecht beim Dänholm im Jahre 1429 bei der im Strelasund gelegenen Insel Dänholm stattgefunden habe. Schon im 16. Jahrhundert habe der pommersche Chronist Thomas Kantzow die Schlacht in der Peenemündung lokalisiert.
Die Schweden errichteten Anfang des 18. Jahrhunderts eine hölzerne Schiffssperre zwischen dem Festland und der Insel, die bei Bedarf in der Mitte geöffnet werden konnte.
Zu DDR-Zeiten wurde die Strömung im Seitenarm des Peenestroms durch die Aufspülung von Sand aus dem Peenemünder Hafen unterbrochen, so dass er verlandete und der Dänholm schließlich zu einer Halbinsel wurde. 2002 erfolgte die Wiederausbaggerung des Seitenarmes und die Wiederherstellung der Insellage.